# Vorstendom Koknese
Het vorstendom Koknese (Duits: Kokenhusen, Latijn: Kukonouyes) was tijdens de middeleeuwen een kleine vazalstaat van het vorstendom Polotsk op de rechteroever van de Westelijke Dvina in het huidige Letland.

## Geschiedenis
Begin 13e eeuw, toen de Orde van de Zwaardbroeders onder leiding van bisschop Albert van Riga de kusten van de Golf van Riga begonnen te bezetten, heerste de orthodoxe prins Vetseke over de vesting van Koknese zo'n 100 km stroomopwaarts van de Westelijke Dvina.
Volgens oude bronnen gaf Vetseke in 1205 de helft van zijn land aan Albert van Riga, in ruil voor bescherming tegen Samogitië. Tijdens een inval van de Lijven werd hij gevangengenomen, maar op bevel van de bisschop vrijgelaten. Toen de bisschop richting Duitsland vertrok kwam Vetseke in opstand, alle Duitse handelaren in Koknese werden gedood en hij vroeg Polotsk tot ondersteuning. De bisschop en zijn leger keerden snel terug; Vetseke verbrandde zijn burcht en vluchtte naar Novgorod. In 1209 was Koknese overgenomen door de Zwaardbroeders en de soevereiniteit van Polotsk werd uiteindelijk herroepen in 1215.
De ridders heersten over de stad totdat zij in 1238 werd overgedragen aan het bisdom Riga.
Archeologische opgravingen in Koknese toonde aan dat de stad in de 13e eeuw voornamelijk werd bewoond door Letgallen en Selonen met een kleine Slavische minderheid.